# Morro Cara de Cão
Morro Cara de Cão är en kulle i Brasilien.   Den ligger i kommunen Rio de Janeiro och delstaten Rio de Janeiro, i den sydöstra delen av landet, 900 km sydost om huvudstaden Brasília. Toppen på Morro Cara de Cão är 80 meter över havet, eller 58 meter över den omgivande terrängen. Bredden vid basen är 0,51 km.
Terrängen runt Morro Cara de Cão är platt åt nordost, men åt sydväst är den kuperad. Havet är nära Morro Cara de Cão åt sydost. Trakten är tätbefolkad. Närmaste större samhälle är Rio de Janeiro, 6,9 km nordväst om Morro Cara de Cão. 
Runt Morro Cara de Cão är det i huvudsak tätbebyggt.